# Prémio Pulitzer de Escrita Editorial
O Prémio Pulitzer de Escrita Editorial é um dos catorze Prémios Pulitzer que são entregues anualmente na área do Jornalismo. Tem sido entregue desde 1917 à escrita editorial notável, sendo o teste de excelência a clareza de estilo, objectivo moral, soar razoável e o poder de influenciar a opinião pública no que o escritor considera a direcção correcta. Por isso é um dos Pulitzers originais, tendo o programa sido inaugurado em 1917 com sete prémios, quatro dos quais entregues nesse ano. O programa também tem reconhecido o jornalismo de opinião com o seu Prémio Pulitzer de Cartooning Editorial desde 1922.
Os finalistas têm sido anunciados desde 1980, geralmente dois para além do vencedor.
Uma pessoa geralmente vence o prémio para o trabalho com um jornal ou revistas associadas, e isso foi verdade sem excepção entre 1936 (a única vez em que dois prémios foram entregues) e 1977. Nos primeiros anos, muitos jornais foram reconhecidos sem nomear algum escritor, o que também aconteceu recentemente. Muitas vezes desde 1977, duas ou três pessoas partilharam o prémio pelo seu trabalho num jornal.

## Vencedores e justificações
Nos seus primeiros 97 anos até 2013, o Pulitzer da Escrita Editorial foi entregue 89 vezes. Em nove anos não foi entregue o prémio e em 1936 foram entregues dois prémios. Ninguém venceu por duas vezes.
- 1917: Não foi nomeado um escritor específico, New-York Tribune, "por um artigo editorial sobre o primeiro aniversário do afundamento do Lusitania"
- 1918: Não foi nomeado um escritor específico, The Courier-Journal (Louisville, KY), "pelo artigo editorial, 'Vae Victis!' e o editorial, 'A Guerra tem as suas compensações'"
- 1919: não foi entregue o prémio
- 1920: Harvey E. Newbranch, Evening World Herald (Omaha, Nebraska), "por um editorial intitulado 'Lei e a a selva'"
- 1921: não foi entregue o prémio
- 1922: Frank M. O'Brien, New York Herald, "por um artigo intitulado, 'O Soldado Desconhecido'"
- 1923: William Allen White,  Emporia Gazette (Kansas), "por um editorial intitulado 'Para um amigo com Ansiedade'"
- 1924: Não foi nomeado um escritor específico, Boston Herald, "por um editorial intitulado 'Quem Fez Coolidge?'"
- 1925: Não foi nomeado um escritor específico, Charleston News and Courier, "pelo editorial intitulado 'Situação do Sul'"
- 1926: Edward M. Kingsbury, The New York Times, "pelo editorial intitulado 'Casa das Cem Tristezas.'"
- 1927: F. Lauriston Bullard, Boston Herald, "pelo editorial intitulado, 'Nós submetemos'"
- 1928: Grover Cleveland Hall, Montgomery Advertiser, "pelos seus editoriais contra o crime organizado, flagelações e intolerância racial e religiosa"
- 1929: Louis Isaac Jaffe, The Virginian-Pilot (Norfolk), "pelo seu editorial intitulado 'Um Acto de Selvajaria Indescritível', que é representativo de uma série de artigos escritos sobre o mal dos linchamentos e a favor da advocacia bem sucedida de legislação para preveni-los"
- 1930: não foi entregue o prémio
- 1931: Charles S. Ryckman, Fremont Tribune (Fremont, Nebraska), "pelo editorial intitulado 'O Cavalheiro do Nebraska'"
- 1932: não foi entregue o prémio
- 1933: Não foi nomeado um escritor específico, The Kansas City Star, "pela sua série de editoriais sobre tópicos nacionais e internacionais"
- 1934: E. P. Chase, Atlantic News-Telegraph (Iowa), "por um editorial intitulado, 'Onde está o Nosso Dinheiro?'"
- 1935: não foi entregue o prémio
- 1936: Felix Morley, The Washington Post, "pela escrita notável de editoriais durante o ano"
- 1936: George B. Parker, Scripps-Howard Newspapers, "pela escrita notável de editoriais durante o ano"
- 1937: John W. Owens, The Baltimore Sun, "pela escrita notável de editoriais durante o ano"
- 1938: William Wesley Waymack, Des Moines Register, "pela sua escrita notável de editoriais durante o ano"
- 1939: Ronald G. Callvert, The Oregonian (Portland, OR), "pela sua escrita notável de editoriais durante o ano como exemplificado no editorial intitulado 'My Country 'Tis of Thee'"
- 1940: Bart Howard, St. Louis Post-Dispatch, "pela escrita notável de editoriais durante o ano"
- 1941: Reuben Maury, New York Daily News, "pela escrita notável de editoriais durante o ano"
- 1942: Geoffrey Parsons, New York Herald Tribune, "pela sua escrita notável de editoriais durante o ano"
- 1943: Forrest W. Seymour, Des Moines Register, "pela sua escrita notável de editoriais durante o ano de 1942"
- 1944: Henry J. Haskell, The Kansas City Star, "por editoriais escritos durante o ano de 1943"
- 1945: George W. Potter, The Providence Journal-Bulletin, pela escrita notável de editoriais durante o ano de 1944, especialmente pelos seus editoriais sobre o tema da liberdade de imprensa
- 1946: Hodding Carter, Delta Democrat-Times (Greenville, Mississippi), "por um grupo de editoriais publicados durante o ano de 1945 sobre o assunto da intolerância racial, religiosa e económica, como exemplificado pelo editorial 'Go for Broke'"
- 1947: William H. Grimes, The Wall Street Journal, "pela sua escrita notável de editoriais durante o ano"
- 1948: Virginius Dabney, Richmond Times-Dispatch, "pela escrita notável de editoriais durante o ano"
- 1949: John H. Crider, Boston Herald, "pela escrita notável de editoriais durante o ano"
- 1950: Carl M. Saunders do Jackson Citizen Patriot (Michigan), "pela escrita notável de editoriais durante o ano"
- 1951: William Harry Fitzpatrick, New Orleans States, "pela sua série de editoriais analisando e clarificando um assunto constitucional muito importante, que é descrito pelo título geral da série, 'Governo pelo  Tratado"
- 1952: Louis LaCoss, St. Louis Globe Democrat, "pelos seus editoriais intitulados, 'O Estado Inferior da Moral Pública'"
- 1953: Vermont Connecticut Royster, The Wall Street Journal, "pela escrita notável de editoriais durante o ano"
- 1954: Don Murray, Boston Herald, "por uma série de editoriais sobre o 'Novo Visual' na Defesa Nacional, que mereceu larga atenção pela sua análise das mudanças na política militar Norte-americana"
- 1955: Royce Howes, Detroit Free Press, "por um editorial sobre 'A Causa de uma Greve', analisando imparcialmente e claramente a responsabilidade da mão-de-obra e da administração na greve não autorizada do sindicato local em Julho de 1954, que provocou a inactividade e não remuneração de 45.000 funcionários da Chrysler Corporation . Apontando como e porque é que o Sindicato Automóvel Unido ordenou que a greve local fosse terminada e afirmando que a administração levou a que a insatisfação saísse do controlo, o editorial fez uma contribuição notável para a compreensão pública de todo o programa das respectivas responsabilidades e relações entre a mão-de-obra e a administração neste campo. "
- 1956: Lauren K. Soth, Register and Tribune (Des Moines, Iowa), "pelo editorial convidando uma delegação agrícola da União Soviética a visitar o Iowa, que conduziu directamente à visita Russa aos EUA."
- 1957: Buford Boone, The Tuscaloosa News, "pelos seus editoriais destemidos e e fundamentados numa comunidade inflamada pelo tema da segregação, sendo um exemplo notável o editorial intitulado, Que Preço pela Paz', publicado a 7 de Fevereiro de 1956"
- 1958: Harry Ashmore, Arkansas Gazette, "pela análise  contundente e desapaixonada e a claridade dos seus editoriais sobre o conflito da integração escolar em Little Rock"
- 1959: Ralph McGill, The Atlanta Constitution, "pela escrita notável de editoriais durante 1958 como exemplificado no seu editorial 'Uma Igreja, Uma Escola ...' e pela sua liderança editorial longa, corajosa e efectiva"
- 1960: Lenoir Chambers, The Virginian-Pilot (Norfolk), "pela sua série de editoriais sobre o problema da integração escolar na Vírginia, como exemplificado em 'O Ano em que as Escolas fecharam' publicado a 1 de  Janeiro de 1959 e 'O Ano em que as Escolas abriram', publicado a 31 de dezembro de 1959"
- 1961: William J. Dorvillier, The San Juan Star, "pelos seus editoriais sobre a interferência dos clérigos na eleição governamental de 1960 no Porto Rico"
- 1962: Thomas M. Storke, Santa Barbara News-Press, "pelos seus editoriais poderosos chamando a atenção pública sobre as actividades de uma organização semi-secreta conhecida como Sociedade John Birch"
- 1963: Ira B. Harkey Jr., Pascagoula Chronicle, "pelos seus editoriais corajosas dedicados aos processos da lei e da razão durante a crise da integração no Mississippi em 1962"
- 1964: Hazel Brannon Smith, Lexington Advertiser, "pela adesão firme ao seu dever editorial em face de grande pressão e oposição"
- 1965: John R. Harrison, The Gainesville Sun (Flórida), "pela sua campanha editorial bem sucedida por melhor alojamentos nesta cidade"
- 1966: Robert Lasch, St. Louis Post-Dispatch, "pela sua escrita notável de editoriais em 1965"
- 1967: Eugene Patterson, The Atlanta Constitution, "pelos seus editoriais durante o ano"
- 1968: John S. Knight, Knight Newspapers, "pela sua escrita notável de editoriais"
- 1969: Paul Greenberg, Pine Bluff Commercial (Pine Bluff, Arkansas), "pelos seus editoriais durante 1968"
- 1970: Philip L. Geyelin, The Washington Post, "pelos seus editoriais durante 1969"
- 1971: Horance G. Davis Jr., The Gainesville Sun (Flórida), "pelos seus editoriais em apoio da desegregação pacífica nas escolas da Flórida.
- 1972: John Strohmeyer Bethlehem Globe-Times (Bethlehem, PA), "pela sua campanha editorial para reduzir as tensões raciais em Bethlehem"
- 1973: Roger B. Linscott, The Berkshire Eagle (Pittsfield, Massachusetts), "pelos seus editoriais durante 1972"
- 1974: F. Gilman Spencer, The Trentonian (Trenton, Nova Jérsia), "pela sua campanha corajosa focada na atenção pública nos escândalos do governo estatal de Nova Jérsia"
- 1975: John Daniell Maurice, Charleston Daily Mail, "pelos seus editoriais sobre a controvérsia dos livros escolares de Kanawha County"
- 1976: Philip P. Kerby, Los Angeles Times, "pelos seus editoriais contra o secretismo governamental e a censura judicial"
- 1977: Warren L. Lerude, Foster Church e Norman F. Cardoza, Reno Evening Gazette and Nevada State Journal, "pelos editoriais desafiando o poder de um dono de um bordel local"
- 1978: Meg Greenfield, The Washington Post, "por amostras seleccionadas do seu trabalho"
- 1979: Edwin M. Yoder Jr., Washington Star
- 1980: Robert L. Bartley, The Wall Street Journal
- 1981: não foi entregue o prémio
- 1982: Jack Rosenthal, The New York Times
- 1983: Conselho Editorial (não foi nomeado um indivíduo específico), The Miami Herald, "pela sua campanha contra a detenção de imigrantes haitianos ilegais por funcionários federais"
- 1984: Albert Scardino, Georgia Gazette, "pela sua série de editoriais sobre várias matérias locais e estaduais"
- 1985: Richard Aregood, Philadelphia Daily News, "pelos seus editoriais numa variedade de assuntos"
- 1986: Jack Fuller, Chicago Tribune, "pelos seus editoriais sobre assuntos constitutionais"
- 1987: Jonathan Freedman, Tribune (San Diego, California), "pelos seus editoriais instando a aprovação da maior lei de reforma da imigração em 34 anos"
- 1988: Jane Healy, Orlando Sentinel, "pela sua série de editoriais protestando contra o superdesenvolvimento do Orange County da Flórida"
- 1989: Lois Wille, Chicago Tribune, "pelos seus editoriais sobre uma variedade de assuntos locais"
- 1990: Thomas J. Hylton, Pottstown Mercury (Pensilvânia), "pelos seus editoriais sobre a emissão de títulos locais sobre a preservação de áreas agrícolas e outros espaços abertos na Pensilvânia  rural"
- 1991: Ron Casey, Harold Jackson and Joey Kennedy, The Birmingham News, "pela sua campanha editorial que analisou as iniquidades no sistema fiscal do Alabama e propôs reformas necessárias"
- 1992: Maria Henson, Lexington Herald-Leader (Kentucky), "pelos seus editoriais sobre mulheres agredidas no Kentucky, que trouxeram atenção em todo o estado e geraram reformas importantes"
- 1993: não foi entregue o prémio
- 1994: R. Bruce Dold, Chicago Tribune, "pela sua série de editoriais lamentando o assassínio de um rapaz de 3 anos pela sua mãe abusiva e desacreditando o sistema de bem-estar infantil do Illinois"
- 1995: Jeffrey Good, St. Petersburg Times (Flórida), "pela sua campanha editorial instando a reforma do sistema probatório da Flórida de estabelecimento de propriedades"
- 1996: Robert B. Semple, Jr., The New York Times, "pelos seus editoriais sobre assuntos ambientais"
- 1997: Michael Gartner, Daily Tribune (Ames, Iowa), "pelos seus editoriais de senso comum sobre assuntos que afectam profundamente as vidas das pessoas nesta comunidade"
- 1998: Bernard L. Stein, Riverdale Press (The Bronx, Nova Iorque), "pelos seus editoriais graciosamente escritos sobre política e outros assuntos que afectam os residentes da cidade de Nova Iorque"
- 1999: Conselho Editorial (não foi nomeado um indivíduo específico), New York Daily News, "pela sua campanha efectiva em resgatar o Teatro Apollo do Harlem da má-gestão financeira que ameaçava a sobrevivência deste ponto de referência"
- 2000: John C. Bersia, Orlando Sentinel, "pela sua campanha editorial apaixonada atacando práticas predatórias de empréstimos no estado, que gerou mudanças nas leis regulatórias dos empréstimos locais"
- 2001: David Moats, Rutland Herald, "pela sua série imparcial e influenciadora de editorais comentando as questões polémicas decorrentes das uniões civis de casais do mesmo sexo"
- 2002: Alex Raksin e Bob Sipchen, Los Angeles Times, "pelos seus editorais abrangentes e poderosamente escritos explorando os assuntos e dilemas provocados por pessoas doentes mentais que vivem na rua"
- 2003: Cornelia Grumman, Chicago Tribune, "pelos seus editorais poderosos, novos e desafiantes sobre a reforma da pena de morte"
- 2004: William R. Stall, Los Angeles Times, "pelos seus editoriais incisivos que analisaram o governo estadual conturbado da Califórnia, prescrevendo remédios e servindo como um modelo para abordar assuntos de estado complexos"
- 2005: Tom Philp, Sacramento Bee, "pelos seus editoriais profundamente pesquisados sobre a recuperação do inundado Hetch Hetchy Valley da Califórnia, que provocou acção"
- 2006: Rick Attig e Doug Bates, The Oregonian (Portland, OR), "pelos seus editoriais persuasivos, ricamente investigados sobre abusos no interior de um hospital psiquiátrico no Oregon"
- 2007: Conselho Editorial (não foi nomeado um indivíduo específico), New York Daily News, "pelos seus editoriais compassivos e atractivos em nome dos trabalhadores do Ground Zero cujos problemas de saúde foram negligenciados pela cidade e pelo país"
- 2008: não foi entregue o prémio
- 2009: Mark Mahoney, The Post-Star (Glens Falls, NY), "pelos seus editoriais implacáveis e terra-a-terra sobre os perigos do secretismo do governo local,  aconselhando eficazmente os cidadãos a defenderem o seu direito de saber"[2]
- 2010: Tod Robberson, Colleen McCain Nelson William McKenzie, The Dallas Morning News, pelos seus editoriais implacáveis lamentando a austera disparidade social e económica entre a metade Norte da cidade em melhores condições e a metade Sul aflita"
- 2011: Joseph Rago, The Wall Street Journal, "pelos seus editoriais bem trabalhados e contra-o-grão desafiando a reforma do sistema de saúde defendida pelo Presidente Obama"
- 2012: não foi entregue o prémio
- 2013: Tim Nickens e Daniel Ruth, Tampa Bay Times, "pela sua campanha diligente que ajudou a reverter uma decisão de terminar a fluorização do fornecimento de água a 700.000 residentes do county natal do jornal"
- 2014: Redacção editorial do The Oregonian, Portland "pelos seus editoriais lúcidos que explicaram o assunto urgente mas complexo do aumento dos custos das pensões, envolvendo notavelmente os leitores e trazendo para casa a ligação entre as soluções necessárias e o seu impacto nas vidas comuns."[3]
- 2015: Kathleen Kingsbury do The Boston Globe "por levar os leitores a uma visita às contas bancárias dos funcionários de restaurantes para revelar o preço real dos itens baratos do menu e os custos humanos de iniquidade dos rendimentos."[4]
- 2016: John Hackworth e Brian Gleason do Sun Newspapers, Charlotte Harbor, Florida "Pelos editoriais poderosos e indignados, que exigiram a verdade e a mudança após o ataque mortal de um presidiário por agentes prisionais."[5]